# Przeciszów (gemeente)
De gemeente Przeciszów is een landgemeente in het Poolse woiwodschap Klein-Polen, in powiat Oświęcimski.
De zetel van de gemeente is in Przeciszów.
Op 30 juni 2004 telde de gemeente 6691 inwoners.

## Oppervlakte gegevens
In 2002 bedroeg de totale oppervlakte van gemeente Przeciszów 35,4 km², waarvan:
- agrarisch gebied: 79%
- bossen: 5%

De gemeente beslaat 8,72% van de totale oppervlakte van de powiat.

## Demografie
Stand op 30 juni 2004:
| Omschrijving                   | Totaal | Totaal | Vrouwen | Vrouwen | Mannen | Mannen |
| ------------------------------ | ------ | ------ | ------- | ------- | ------ | ------ |
| eenheid                        | aantal | %      | aantal  | %       | aantal | %      |
| inwoners                       | 6691   | 100    | 3367    | 50,3    | 3324   | 49,7   |
| bevolkingsdichtheid (inw./km²) | 189    | 189    | 95,1    | 95,1    | 93,9   | 93,9   |

In 2002 bedroeg het gemiddelde inkomen per inwoner 1369,01 zł.

## Plaatsen
- De gemeente telt 3 sołectwo: Las, Piotrowice, Przeciszów.

## Aangrenzende gemeenten
Babice, Oświęcim, Polanka Wielka, Wieprz, Zator